# Canada Act 1982
A Canada Act 1982 (1982 c. 11, magyarul 1982-es Törvény Kanadáról, franciául Loi de 1982 sur le Canada) egy a brit parlament által hozott törvény, amely megszüntette Kanada minden megmaradt törvényhozási függőségét az Egyesült Királyságtól, a „patriálásnak” (honosításnak, hazatelepítésnek) (angolul patriation) nevezett folyamatban, amelyben a kanadai alkotmányt elvitték Kanadába, hogy az többé ne egy a brit parlament által hozott törvény legyen. A törvény tartalmazza a Constitution Act, 1982 (Törvény az alkotmányról) szövegét Kanada mindkét hivatalos nyelvén a törvény B mellékletében (Schedule B, Annexe B), a törvény főszövegét franciául az A mellékletében (Schedule A), ezáltal ez az első brit törvény a középkor óta, amelyet francia nyelven hoztak.

## Történet
Kanada politikai önkormányzat felé vezető útja a British North America Act, 1867-tel kezdődött (Brit Észak-Amerika Törvény, mai kanadai neve Constitution Act, 1867, 1867-es Törvény az alkotmányról). Ez a törvény hozta létre a modern Kanada államot Kanada tartomány (ma Ontario és Québec), Új-Skócia és Új-Brunswick egy Brit Birodalomhoz tartozó domíniumként való egyesítésével. Kanada átvette a kormányzás westminsteri rendszerét és egy főkormányzó látta el a brit uralkodó alkotmányos feladatait Kanadában.
Ettől függetlenül az Egyesült Királyságnak továbbra is joga volt Kanada felett törvénykezni. Az 1931-es westminsteri statútum megszüntette a brit parlament ezen jogát Kanada és a többi brit domínium (Ausztrália, Ír Szabadállam, Új-Zéland, Dél-Afrika, Új-Fundland) felett, kivéve azon eseteket amikor a domínium hozzájárult az egész birodalomra vonatkozó törvény meghozatalához. Továbbá elfogadta a brit parlament a British North America (No. 2) Act 1949 törvényt (1949. évi 2. Brit Észak-Amerika Törvény), amely a kanadai parlamentnek jelentős alkotmánymódosító jogköröket biztosított. Azonban a kanadai alkotmány bizonyos módosításaihoz továbbra is egy a brit parlament által hozott törvény elfogadására volt szükség.
A kanadai alkotmány „hazatelepítésében”, helyileg módosítható kanadai törvénnyé válásában nagyrészt azért következett be ez a késés, mert nem volt egyezség az alkotmánymódosítás megfelelő módjáról, amely elfogadható lett volna minden kanadai tartomány, különösen Québec számára.

## Törvényerőre emelkedés
A Canada Act volt a kanadai kormány utolsó kérése az ország alkotmányának módosítására. Pierre Trudeau kanadai miniszterelnök, miután a tartományokkal folytatott tárgyalások nem voltak eredményesek, remélte, hogy a szövetségi parlament egyoldalúan honosíthatja az alkotmányt, de a kanadai legfelsőbb bíróság a Patriation Reference állásfoglalásában kimondta, hogy az alkotmányos hagyományok (de nem a törvények) megkövetelik a tartományok lényegi hozzájárulását ehhez. Trudeau sikeresen meggyőzött 9 tartományt a 10-ből azzal, hogy a  Canadian Charter of Rights and Freedomst (Jogok és szabadságok kanadai chartája) kiegészítette egy paragrafussal, amely feljogosította a tartományokat a charta bizonyos részeinek ideiglenes figyelmen kívül hagyására.
Néhány brit parlamenti képviselő ellenállásától eltekintve a törvénnyel szemben Kanada korábbi Québeckel és az őslakosokkal szembeni visszaélések miatt a brit kormány részéről kis ellenállás volt csupán a törvény ellen. A Canada Act, 1982 2. paragrafusa által az Egyesült Királyság megszüntette részvételét a kanadai alkotmány további módosításaiban.

## A kanadai királynő proklamációja
Míg a Canada Act 1982 1982. március 29-én elnyerte a királynő beleegyezését Londonban, a kanadai párját a Constitution Act, 1982-t a királynő pátenssel kiáltotta ki hatályosnak kanadai tartózkodása alatt.
A Constitution Act 1982-t 1982. április 17-én iktatta törvénybe II. Erzsébet, mint kanadai királynő az ottawai Parliament Hillen. Erzsébet királynő alkotmányos jogait nem érintette ez a törvény, Kanadának teljes szuverenitása van a birodalma fölött, és a királynő szerepe el van választva a brit uralkodói szerepétől.

## Fordítás
- Ez a szócikk részben vagy egészben a  Canada Act 1982 című angol Wikipédia-szócikk ezen változatának fordításán alapul.  Az eredeti cikk szerkesztőit annak laptörténete sorolja fel. Ez a jelzés csupán a megfogalmazás eredetét és a szerzői jogokat jelzi, nem szolgál a cikkben szereplő információk forrásmegjelöléseként.

## Lásd még
- Australia Act 1986